# Priceless (Maroon 5 e Lisa)
Priceless è un singolo del gruppo musicale statunitense Maroon 5 e della rapper thailandese Lisa, pubblicato il 2 maggio 2025 come primo estratto dall'ottavo album in studio dei Maroon 5 Love Is Like.

## Video musicale
Il video, diretto da Aerin Moreno, è stato reso disponibile in concomitanza con l'uscita del pezzo attraverso il canale YouTube dei Maroon 5.

## Classifiche
| Classifica (2025) | Posizione massima |
| ----------------- | ----------------- |
| Belgio (Vallonia) | 47                |
| Canada            | 80                |
| Regno Unito       | 69                |
| Singapore         | 20                |
| Stati Uniti       | 76                |
| Taiwan            | 17                |
| Thailandia        | 2                 |